# 장마르크 아블린
장마르크 아블린(프랑스어: Jean-Marc Avelin, 1958년 12월 26일 ~ )은 프랑스 가톨릭교회의 추기경이다. 2013년부터 2019년까지 마르세유 대교구 보좌주교를 지내다가 2019년 마르세유 대주교가 되었다. 그리고 2022년 8월 27일 교황 프란치스코에 의해 추기경에 서임되었다.
2025년 4월 2일 프랑스 가톨릭 주교회의 의장으로 선출되었다.